# Jalgpalliklubi Narva Trans 2016
Questa voce raccoglie le informazioni riguardanti il Jalgpalliklubi Narva Trans nelle competizioni ufficiali della stagione 2016.

## Rosa
| N. |                    | Ruolo | Calciatore        |
| -- | ------------------ | ----- | ----------------- |
| 1  | Estonia (bandiera) | P     | Aleksei Matrossov |
| 2  | Estonia (bandiera) | D     | Nikita Savenkov   |
| 3  | Estonia (bandiera) | D     | Roman Nesterovski |
| 5  | Estonia (bandiera) | D     | Igor Ovsjannikov  |
| 7  | Russia (bandiera)  | C     | Kirill Nesterov   |
| 8  | Estonia (bandiera) | P     | Nikita Tokaitšuk  |
| 9  | Estonia (bandiera) | A     | Artjom Škinjov    |
| 10 | Russia (bandiera)  | C     | Timur Dzhuraev    |
| 11 | Russia (bandiera)  | C     | Sergei Kapustin   |
| 12 | Estonia (bandiera) | A     | German-Guri Lvov  |

| N. |                        | Ruolo | Calciatore          |
| -- | ---------------------- | ----- | ------------------- |
| 13 | Estonia (bandiera)     | C     | Georgi Tunjov       |
| 14 | Russia (bandiera)      | C     | Dmitri Proshin      |
| 16 | Azerbaigian (bandiera) | A     | Rizvan Umarov       |
| 18 | Estonia (bandiera)     | A     | Vadim Mihhailov     |
| 20 | Russia (bandiera)      | D     | Dmitri Chernukhin   |
| 21 | Estonia (bandiera)     | D     | Viktor Plotnikov    |
| 22 | Estonia (bandiera)     | D     | Tanel Tamberg       |
| 23 | Russia (bandiera)      | A     | Dmitri Barkov       |
| 33 | Russia (bandiera)      | P     | Arnold Kreger       |
| 77 | Estonia (bandiera)     | C     | Svjatoslav Jakovlev |